# Karmelit

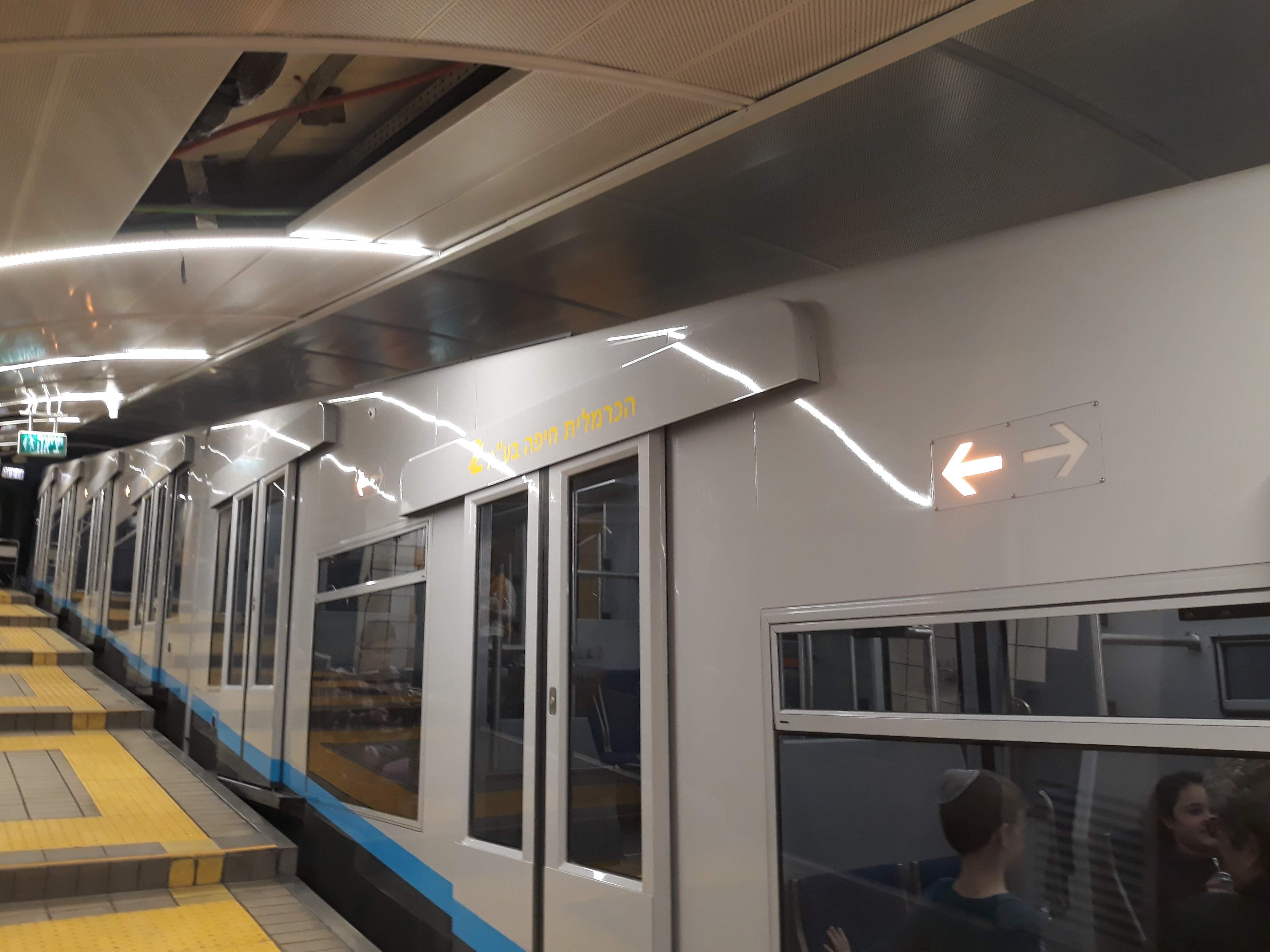
Vlak metra Karmelitu ve stanici

Karmelit (hebrejsky כרמלית‎) je systém metra, nacházející se pod jedním z největších izraelských měst, Haifou. Pojmenován je podle hory Karmel, na které se většina města rozkládá.

## Charakter provozu
Systém se otevřel veřejnosti roku 1959, po dalších třiceti letech byl zrenovován (1986–1992); od začátku 90. let jej tedy mohou opět cestující používat. Je to jeden z nejmenších systémů metra na světě; tvoří jej pouze jedna linka o šesti stanicích a celkové délce 1800 m. Jednokolejná trať s jednou výhybnou překonává převýšení 274 m; jedná se tedy spíše o podzemní lanovou dráhu, než o plnohodnotný systém metra. Vozový park tvoří dvě dvouvozové soupravy.
Karmelit bývá zmiňován často jako nejmenší systém metra na světě; přestože například Tünel v Istanbulu je ještě kratší a v Karlových Varech v Česku se nachází tunelová lanová dráha Imperial, která však není metro.

## Význam

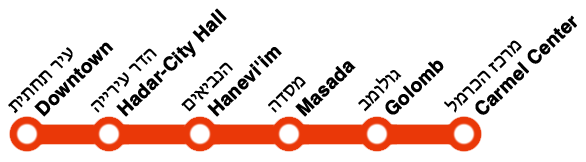
Stanice metra

Díky malému počtu stanic a celkové velmi malé délce není význam Karmelitu pro haifskou dopravu nijak veliký (většinu cestujících přepravují autobusy soukromých dopravců). Koncentrace obyvatelstva v jednotlivých částech města se za padesát let, které uplynuly od otevření Karmelitu, změnilo, takže význam a samozřejmě vytížení jednotlivých stanic se snížily. Přestože proběhlo mnoho diskuzí o prodloužení systému do hustěji obydlených částí města, vzhledem k finančním možnostem, které byly velmi omezené, se nakonec realizovat žádné rozšíření nezačalo.
Podle zprávy za rok 2004, publikované v následujícím roce a zpracované podle místního dopravního průzkumu počet cestujících Karmelitu neustále klesá, denně jej používá zhruba okolo pouze 2 000 lidí. Na celý provoz je zde také poukazováno jako na ztrátový, a to již od roku 1992, kdy byla dokončena rekonstrukce. Celkem zpráva vyčíslila finanční ztráty mezi lety 1992 a 2003 na 191 milionů šekelů.

## Postavení
Na začátku 21. století je však Karmelit jediným systémem svého druhu v Izraeli. Existují sice projekty na výstavbu podzemních drah v Jeruzalémě či Tel Avivu, ty však nespadají do kategorie těch podzemních drah, jejichž realizace by se mohla stát v brzké době skutečností.

## Stanice
- Kikar Paris
- Sonel Bone
- Hanevi'im
- Masada
- Bnej Cijon
- Gan Ha'em